# Шмашана
Шмаша́н(а) (санскр. श्मशान, IAST: çmaçāna, «кладбище») — в индуизме место, куда приносят умерших для сожжения на погребальном костре.
Обычно шмашаны расположены поблизости от реки или водоёмов на окраине деревни или города. В других религиях Индии, таких как сикхизм, джайнизм и буддизм, последние ритуалы над телом умершего также совершаются на шмашане.
По индуистской традиции, мёртвое тело приносится на шмашану, и далее там проводится антьешти, последняя из самскар. Самый близкий родственник усопшего должен получить священный огонь от представителей джати домов, которые работают и живут на шмашане Им платят за то, чтобы они подожгли погребальный костер, который на хинди называется «чита».
Первоначально слово обозначало могильную насыпь, холм, в котором похоронен человек. В этом значении термин используется уже в «Атхарва-веде» и последующих писаниях. Так, «Шатапатха-брахмана» описывает четырёхугольный курган, обращённый на юго-восток и находящийся за пределами деревни. Это же название в древней и средневековой литературе носили площадки, на которых оставляли трупы на съедение разным хищникам и демонам, таким как бхуты, веталы и преты. Такие места были раскопаны в Бихаре.
Считается, что на шмашане обитает множество привидений, злых духов, свирепых божеств. Поэтому ночью люди предпочитают обходить это место стороной. Кроме того, последователи вамамарги (вамачары), тантры левой руки, такие как агхори, капалики и другие, приходят на шмашану для того, чтобы совершить обряды поклонения Кали, Бхайраве, Дакини, Таре, веталам и другим.
Со шмашаной прочно ассоциируется и Шива, который, покрыв себя белым пеплом и надев ожерелье из черепов, исполняет на ней свой танец самхара-тандава, символ гибели вселенной. Несмотря на то, что шмашаны окружены ореолом мистического ужаса, иногда йоги и агхори поселяются там постоянно.